# 白绿叶
白绿叶（学名：Elaeagnus viridis var. delavayi）为胡颓子科胡颓子属下的一个变种。

## 扩展阅读
- 維基物種上的相關：白绿叶